# Iserlohner Heide
Iserlohner Heide, früher auch Iserlohnerheide, ist ein Stadtteil der sauerländischen Stadt Iserlohn im Märkischen Kreis. Der Stadtteil liegt nordwestlich des Stadtzentrums. Ende 2024 hatte der Stadtteil rund 900 Einwohner. Das Gebiet wurde 1956 der Stadt Iserlohn aus dem sich auflösenden Amt Oestrich zugesprochen.
Iserlohner Heide ist über die B 233 und die A 46 mit dem überregionalen Straßennetz verbunden und mit einem Haltepunkt der Ardeybahn Dortmund – Iserlohn an das Schienennetz angeschlossen.
| Linie | Verlauf | Takt                                             |
| ----- | --- | ------------------------------------------------ |
| RB 53 | Ardey-Bahn: Dortmund Hbf – Dortmund Signal-Iduna-Park – Dortmund-Hörde – Dortmund-Aplerbeck Süd – Schwerte (Ruhr) – Schwerte-Ergste – Hennen – Kalthof (Kr Iserlohn) – Iserlohnerheide – Iserlohn Stand: Fahrplanwechsel Dezember 2023 | 30 min (werktags) 60 min (Wochenenden/Feiertage) |

Die Evangelische Kirche mit dem Martin-Luther-King-Haus gehört zur Ev. Maria-Magdalena-Kirchengemeinde, die die Pfarrbezirke in Iserlohnerheide und Sümmern vereinigt. Eine Pfarrerin und zwei Pfarrer arbeiten in der Kirchengemeinde. Die katholische Kirche St. Josef gehört zum Pfarrverbund Iserlohn. Ein Gemeindehaus mit Gottesdienstraum hat die Freie Evangelische Gemeinde im Barendorfer Bruch. Eine Moschee der Ahmadiyya-Gemeinde wurde 2016 im Barendorfer Bruch eröffnet.
Das Industriemuseum Historische Fabrikenanlage Maste-Barendorf liegt in unmittelbarer Nachbarschaft. Sport- und Freizeitaktivitäten sind unter anderem im Heidebad möglich. In der Heidehalle an der Friedrich-Kaiser-Straße findet der Spiel- und Trainingsbetrieb der Samurai Iserlohn statt.